# Automobiles Helios
Automobiles Helios, J. J. Muggli war ein Schweizer Hersteller von Automobilen.

## Unternehmensgeschichte
J. J. Muggli gründete 1906 in Zürich das Unternehmen zur Produktion von Automobilen. Der Markenname lautete Helios. Die Automobilfabrik Weidmann & Cie. war an der Herstellung beteiligt. Das Unternehmen stellte 1906 auf dem Automobilsalon von Paris aus, 1907 erneut sowie auf der Zürcher Automobilausstellung. 1907 endete die Produktion nach nur wenigen hergestellten Exemplaren.

## Fahrzeuge
Das einzige Modell war der 18/24 PS. J. J. Muggli hatte das Fahrzeug konstruiert. Für den Antrieb sorgte ein wassergekühlter Vierzylindermotor, der vorne im Fahrzeug montiert war und über eine Kardanwelle die Hinterachse antrieb. Eine Besonderheit war, dass alle sich drehenden Teile Kugellager aufwiesen.